# Кирхнер, Марк
Марк Ки́рхнер (нем. Mark Kirchner; 4 апреля 1970, Нойхаус-на-Ренвеге, Зуль, ГДР) — немецкий биатлонист, трёхкратный олимпийский чемпион, 7-кратный чемпион мира, чемпион Европы.

## Биография
В 1992 году лишь сенсационная победа Евгения Редькина в индивидуальной гонке на 20 км помешала Кирхнеру стать абсолютным чемпионом игр в Альбервиле. В той гонке Марк пробежал дистанцию быстрее всех, но сделал 3 промаха (0+1+1+1) и получил 3 штрафные минуты. Редькин стрелял точно и опередил Кирхнера на финише на 6,4 секунды, хотя и пробежал гораздо медленнее немца.
В 1994 году в Лиллехаммере, выиграв золото в составе эстафетной команды Германии, Марк стал самым молодым в истории трёхкратным олимпийским чемпионом по биатлону — на тот момент ему было 23 года и 10 месяцев. Там же в Лиллехаммере Марк был удостоен чести нести флаг Германии на церемонии открытия.
В Кубке мира Кирхнер дважды (1990/91 и 1992/93) занимал второе место в общем зачёте: в первом случае Марк уступил Сергею Чепикову, а во втором его опередил Микаэль Лёфгрен.
Завершил спортивную карьеру в 1998 году в 28-летнем возрасте. Рано раскрывшись (уже к 23 годам на его счету было 3 титула олимпийского чемпиона и 6 титулов чемпиона мира), Марк не сумел затем продолжить выступать на том же высочайшем уровне.
В настоящее время Марк Кирхнер является тренером мужской сборной Германии по биатлону, работая в тандеме с Фрицем Фишером.